# Kalvínský kostel (Lučenec)
Kalvínský kostel v Lučenci je neogotická stavba postavená na půdoryse barokního kostela. Autorem projektu byl Franz Wieser a stavbu realizoval Ján Wágner. Jde o jednolodní stavbu s polygonálním závěrem a nastavovanou věží. Prostory jsou zaklenuté žebrovo-hvězdicovou a síťovou klenbou s žebry dosahujícími na přípory. Nad vstupem je zděný chór spočívající na lomených arkádách. Z venku jsou viditelné opěrné pilíře, které slouží především jako podpora zvonici. Fasádu člení výstupy a věžičky a okna s gotizujícími oblouky. Věž kostela, vybudovaná v 80. letech 19. století, měří 64 metrů.

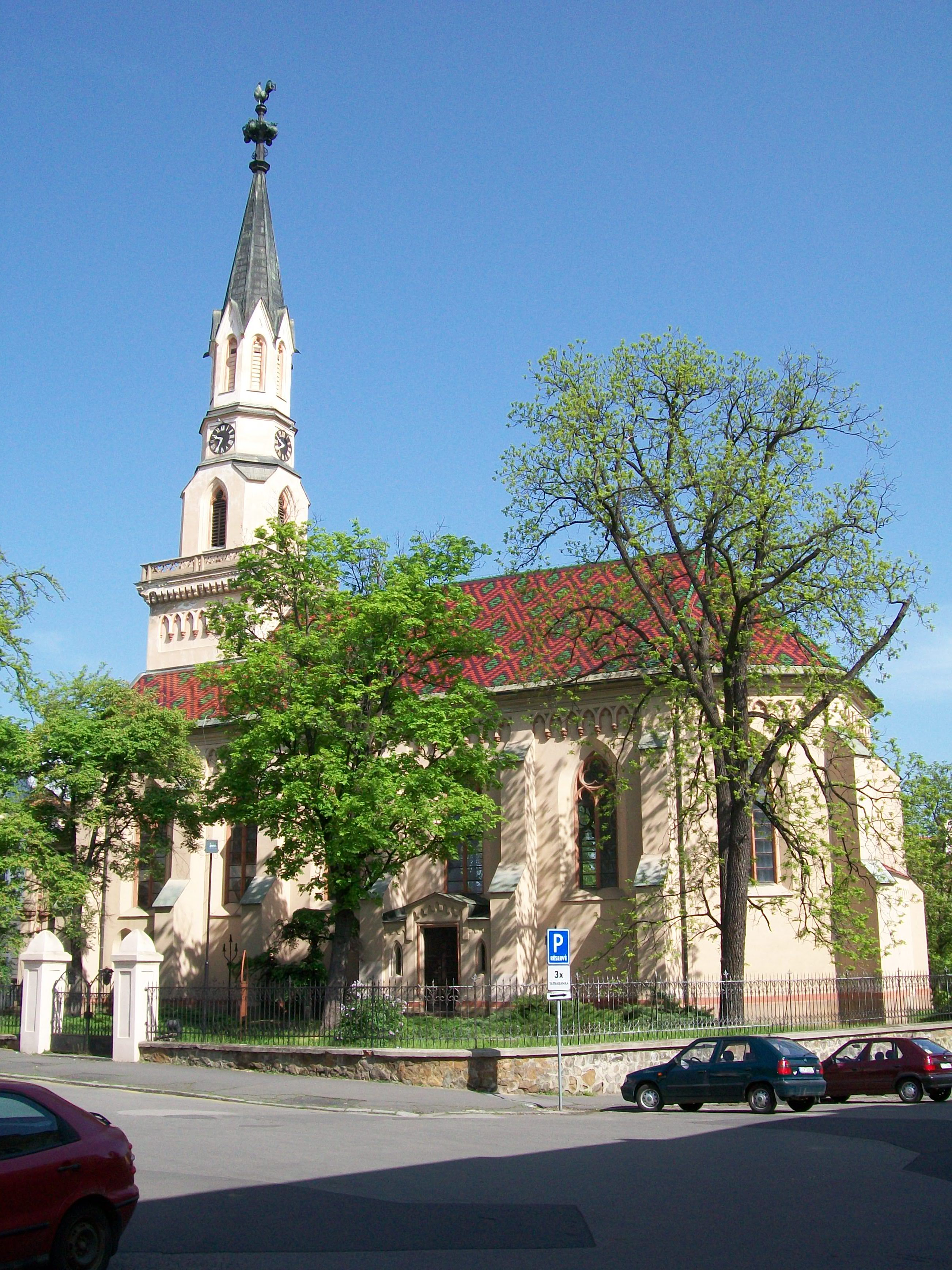
Polygonální závěr